# Liga Mayor 1944/45
Die Saison 1944/45 war die zweite Spielzeit der mexikanischen Profifußball-Liga, die zu dieser Zeit noch unter dem Begriff Liga Mayor firmierte.

## Neulinge
Nachdem die Eröffnungssaison 1943/44 noch mit zehn Mannschaften ausgetragen wurde, die alle auch in der Spielzeit 1944/45 in der Liga vertreten waren, kamen zu Saisonbeginn noch die folgenden Mannschaften hinzu: Club León, CD Oro und Puebla FC.

## Besonderheiten
Die Saison begann mit einer dicken Überraschung: Wie bereits in der vorangegangenen Saison, unterlag der Real Club España zum Saisonauftakt erneut auf eigenem Platz einem Team aus Orizaba, diesmal A.D.O., mit 2:3. Doch nach dieser unerwarteten Auftaktniederlage des Vorjahresfinalisten und Vizemeisters gegen den Vorjahresletzten gewannen die Españistas ihre restlichen elf Heimspiele allesamt und leisteten sich auch auswärts nur drei Niederlagen (darunter ein 0:2 bei A.D.O.), während die A.D.O. trotz ihrer beiden Siege gegen den überragenden Meister der Saison 1944/45 (acht Punkte Vorsprung auf den Neuling Puebla FC, der die Saison überraschend auf dem zweiten Platz abschloss) auf dem zwölften Platz landete und nur den Neuling Club Deportivo Oro aus Guadalajara hinter sich lassen konnte.
Auch in der Saison 1944/45 fielen durchschnittlich wesentlich mehr Tore als heutzutage, wenngleich die Quote von 4,99 pro Spiel aus dem Vorjahr nicht gehalten werden konnte. Diesmal fielen 713 Tore in 156 Spielen, was einem Torquotienten von 4,57 pro Spiel entspricht. Der Rückgang war vor allem auf den Neuling aus Puebla zurückzuführen, der weniger Tore erzielte als die anderen Spitzenmannschaften, aber zugleich die stärkste Defensive der Liga bildete, die nur 30 Gegentreffer zuließ und siebenmal ohne Gegentor blieb, während die „spanischen“ Teams (España und Asturias) weiterhin „Tore am Fließband produzierten“, aber beide jeweils nur zweimal zu Null spielten.

## Spiele mit den meisten Toren
- Die meisten Tore fielen in den Begegnungen zwischen Guadalajara und Atlante (8:2) sowie Marte und Asturias (7:3)
- Höchster Heimsieg: Atlante vs Oro 8:0
- Höchster Auswärtssieg: América vs Asturias 0:7

## Gesamtjahrestabelle 1944/45
| Pl. | Verein      | Sp. | S  | U | N  | Tore    | Quote | Punkte |
| --- | ----------- | --- | -- | - | -- | ------- | ----- | ------ |
| 1.  | España      | 24  | 18 | 2 | 4  | 079:410 | +38   | 38:10  |
| 2.  | Puebla      | 24  | 14 | 2 | 8  | 053:300 | +23   | 30:18  |
| 3.  | Moctezuma   | 24  | 12 | 4 | 8  | 055:460 | +9    | 28:20  |
| 4.  | León        | 24  | 10 | 7 | 7  | 056:470 | +9    | 27:21  |
| 5.  | Asturias    | 24  | 12 | 2 | 10 | 072:660 | +6    | 26:22  |
| 6.  | Atlas       | 24  | 11 | 2 | 11 | 051:540 | −3    | 24:24  |
| 7.  | Atlante     | 24  | 9  | 4 | 11 | 067:610 | +6    | 22:26  |
| 8.  | Veracruz    | 24  | 7  | 8 | 9  | 048:490 | −1    | 22:26  |
| 9.  | América     | 24  | 9  | 4 | 11 | 047:640 | −17   | 22:26  |
| 10. | Guadalajara | 24  | 6  | 9 | 9  | 050:600 | −10   | 21:27  |
| 11. | Marte       | 24  | 9  | 3 | 12 | 051:670 | −16   | 21:27  |
| 12. | A.D.O.      | 24  | 8  | 3 | 13 | 046:570 | −11   | 19:29  |
| 13. | Oro         | 24  | 4  | 4 | 16 | 038:710 | −33   | 12:36  |

## Kreuztabelle zur Saison 1944/45
Die Kreuztabelle stellt die Ergebnisse aller Spiele dieser Saison dar. Der Name der Heimmannschaft ist in der linken Spalte, ein jeweils dreistelliges Kürzel für die Gastmannschaft in der oberen Zeile aufgelistet.
Einer der interessantesten Aspekte ist, dass der Vorletzte A.D.O. zweimal gegen den Meister España erfolgreich war. Erwähnenswert ist auch, dass Atlas sämtliche Heimspiele gegen die drei bestplatzierten Teams verlor, aber alle acht Heimspiele gegen die Mannschaften ab dem fünften Tabellenplatz abwärts gewann.
| 1944/45     | ESP | PUE | MOC | LEO | AST | ATS | ATE | VER | AME | GDL | MAR | ADO | ORO |
| ----------- | --- | --- | --- | --- | --- | --- | --- | --- | --- | --- | --- | --- | --- |
| España      |     | 2:1 | 6:1 | 4:2 | 7:2 | 3:1 | 3:1 | 5:2 | 2:0 | 5:2 | 5:1 | 2:3 | 6:3 |
| Puebla      | 0:1 |     | 0:2 | 2:0 | 5:1 | 5:2 | 1:2 | 0:1 | 4:0 | 3:0 | 4:0 | 2:1 | 3:0 |
| Moctezuma   | 1:2 | 4:1 |     | 2:2 | 3:2 | 3:1 | 0:2 | 1:6 | 1:1 | 4:1 | 3:1 | 1:2 | 5:1 |
| León        | 2:2 | 1:5 | 3:0 |     | 5:3 | 2:3 | 5:3 | 3:1 | 4:0 | 1:1 | 3:3 | 1:3 | 4:0 |
| Asturias    | 4:2 | 1:2 | 1:3 | 3:2 |     | 5:4 | 2:0 | 5:2 | 2:3 | 1:1 | 1:1 | 6:3 | 4:3 |
| Atlas       | 1:4 | 1:2 | 1:2 | 1:1 | 3:1 |     | 2:1 | 3:1 | 3:0 | 4:3 | 2:0 | 2:0 | 4:1 |
| Atlante     | 4:5 | 1:1 | 4:2 | 2:2 | 1:4 | 6:2 |     | 6:2 | 2:4 | 6:1 | 3:1 | 2:4 | 8:0 |
| Veracruz    | 2:3 | 0:0 | 0:0 | 1:1 | 2:4 | 1:1 | 1:1 |     | 7:2 | 5:2 | 2:0 | 1:2 | 0:0 |
| América     | 3:1 | 0:2 | 5:3 | 1:3 | 0:7 | 2:4 | 3:3 | 4:1 |     | 0:0 | 4:1 | 3:2 | 2:4 |
| Guadalajara | 1:1 | 1:2 | 1:6 | 1:2 | 3:1 | 3:1 | 8:2 | 2:2 | 2:2 |     | 1:1 | 2:1 | 3:1 |
| Marte       | 1:5 | 4:3 | 1:3 | 3:2 | 7:3 | 3:2 | 3:2 | 1:4 | 3:2 | 3:5 |     | 3:0 | 3:6 |
| A.D.O.      | 2:0 | 3:2 | 1:4 | 2:3 | 3:5 | 4:0 | 2:5 | 2:2 | 1:3 | 4:4 | 0:2 |     | 0:0 |
| Oro         | 1:3 | 2:3 | 1:1 | 1:2 | 1:4 | 1:3 | 3:0 | 1:2 | 2:3 | 2:2 | 2:5 | 2:1 |     |